# Chaibar (Feldzug)
Der Zug nach Chaibar (arabisch غَزْوَة خَيْبَر, auch Khaybar, Khyber) war ein Feldzug Mohammeds gegen Chaibar, eine damals von Juden besiedelte Oase auf dem Gebiet des heutigen Saudi-Arabien etwa 150 Kilometer nördlich von Medina, im Frühjahr 628. Berichte über den Zug nach Chaibar sind ausschließlich in der islamischen Geschichtsschreibung, vor allem in der maghazi- und sira-Literatur, überliefert.

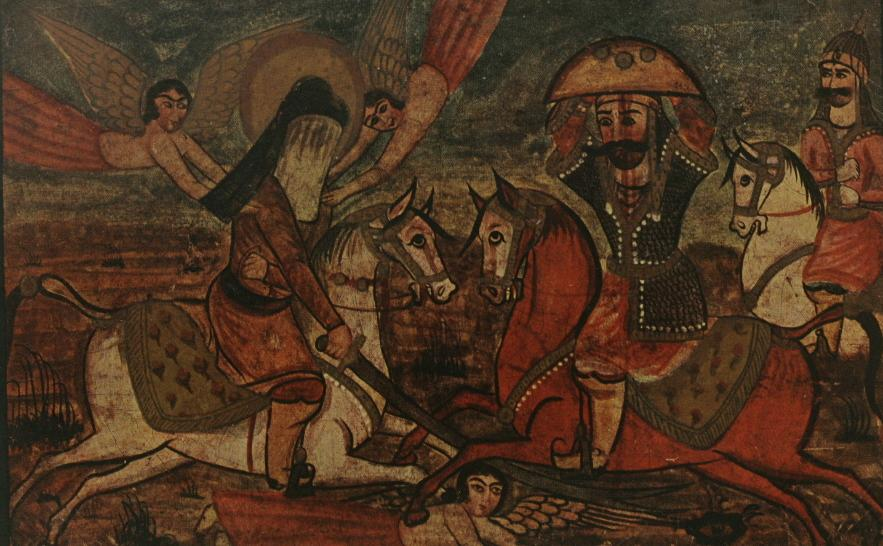
Ali ibn Abi Talib tötet Marhab in der Schlacht

## Rahmenbedingungen

### Der Kampf gegen die Quraisch
Im Jahre 622 wanderte Mohammed mit einigen seiner Anhänger, den Auswanderern, aus Mekka nach Yathrib aus. Diese Übersiedlung ging als Hidschra in die Geschichte ein und stellt den Beginn der islamischen Zeitrechnung dar. In Yathrib angekommen, waren die Auswanderer als Flüchtlinge größtenteils mittellos und fielen dadurch ihren medinensischen Glaubensbrüdern (den so genannten Helfern) zur Last. Sich der Tatsache bewusst, dass dies kein Dauerzustand sein konnte, bedienten sie sich eines altarabischen Brauches: Sie begannen die Karawanen der Quraisch zu berauben, die nach der Hidschra nun als stammesfremde Einheit galten.
Der Koran lieferte dazu eine Legitimation, die erste Erlaubnis zum Kampf:

„Denjenigen, die (gegen die Ungläubigen) kämpfen (so nach einer abweichenden Lesart; im Text: die bekämpft werden), ist die Erlaubnis (zum Kämpfen) erteilt worden, weil ihnen (vorher) Unrecht geschehen ist. - Gott hat die Macht, ihnen zu helfen. (Ihnen) die unberechtigterweise aus ihren Wohnungen vertrieben worden sind, nur weil sie sagen: Unser Herr ist Gott...“

Der bis dahin bekannteste Vorfall fand im Januar 624 bei Nachla statt, bei dem eine Gruppe von sechs bis zehn Auswanderern unter der Führung von Abdullah ibn Dschahsch eine von vier Mekkanern begleitete Karawane erfolgreich erbeutet hatten. Bei dieser Gelegenheit kam zum ersten Mal ein Mekkaner durch die Hand eines Muslims um; zwei weitere wurden gefangen genommen und dem vierten gelang die Flucht.
Diese Überfälle führten schließlich zur für die Muslime siegreichen Schlacht von Badr im Jahre 624 und der darauf folgenden Vertreibung der Banu Qainuqa. Ein Jahr später fand die Schlacht von Uhud statt, bei der zwar viele Muslime ums Leben kamen, die allerdings keinen Sieg der Mekkaner darstellte, da sie ihr Ziel – die Vernichtung der islamischen Gemeinschaft – nicht erreicht hatten. Auf die Schlacht von Uhud folgte die Vertreibung der jüdischen Banu Nadir. Einige Angehörige dieses Stammes flohen nach Syrien, andere wiederum siedelten sich in Chaibar an, von wo sie die Quraisch in der Grabenschlacht 627 n. Chr. unterstützten.
Die Exekution der Banu Quraiza erfolgte unmittelbar danach.
Im März 628 wollte Mohammed mit etwa 1400 Anhängern erstmals die Umra, die kleine Pilgerfahrt nach Mekka, unternehmen. Er wurde durch die Quraisch am Betreten der Stadt gehindert, handelte mit diesen allerdings einen Vertrag aus (der sogenannte Vertrag von al-Hudaibiyya), dem zufolge im darauf folgenden Jahr die Quraisch die Stadt für drei Tage räumen würden, damit die Muslime die Pilgerfahrt unternehmen konnten. Durch diesen Vertrag haben sie Mohammed nun als vollwertigen Verhandlungspartner anerkannt.
Während viele seiner Anhänger den Vertrag als eine Enttäuschung sahen, beschreibt der Koran ihn als offenkundigen Erfolg:

„Wir haben dir einen offenkundigen Erfolg beschieden. Gott wollte (oder: möchte) dir (auf diese Weise?) deine frühere und deine spätere Schuld vergeben, seine Gnade an dir vollenden und dich einen geraden Weg führen. Und Gott wollte (oder: möchte) dir (damit?) zu einem gewaltigen Sieg verhelfen (oder: mächtige Hilfe leisten).“

Der Vertrag beinhaltete zudem eine Nichtangriffsvereinbarung, sodass Mohammed im selben Jahr Chaibar angreifen konnte, ohne ein Eingreifen der Quraisch befürchten zu müssen.

### Gründe für den Zug nach Chaibar
Die in Chaibar ansässigen Juden waren darum bemüht, die Stämme in ihrer Umgebung dazu zu bewegen, sich ihrem Kampf gegen Mohammed anzuschließen, und waren für die Grabenschlacht 627 verantwortlich; somit hatte – so Watt – Mohammed einen eindeutigen Grund für einen Angriff auf Chaibar. Des Weiteren war er sich bewusst, dass er durch die Eroberung von Chaibar der Enttäuschung einiger seiner Anhänger über den kürzlich mit den Quraisch geschlossenen Vertrag entgegenwirken konnte.

## Verlauf des Feldzugs
Mohammed zog im Mai/Juni 628 mit 1600 bis 1800 Männern und 100 Pferden gegen Chaibar. Der Marsch der Muslime wurde geheim gehalten und verlief schnell, weshalb sie erst spät bemerkt wurden. Die Bewohner von Chaibar flüchteten in ihre Häuser und verschanzten sich von da an in Festungen.
Man war sich schon längere Zeit bewusst, dass Mohammed Chaibar angreifen würde, hatte allerdings keine Vorbereitungen dafür getroffen. In Chaibar gab es keine politische Autorität, die eine gemeinsame Verteidigung hätte planen können; man verließ sich auf die Unterstützung der benachbarten Stämme, und tatsächlich eilten die Ghatafan ihnen zur Hilfe, kehrten aber um, bevor es zu einem Kampf kommen konnte. Später nahmen sie den Islam an.
Nach einer blutigen Auseinandersetzung vor einer der Festungen mieden die Juden einen Kampf auf offenem Feld. Deshalb sah sich Mohammed dazu gezwungen, jede Festung einzeln zu belagern und auf eine Kapitulation der jeweiligen Verteidiger zu warten, da ihm nur die primitivsten Mittel für einen Angriff auf derartige Festungen zur Verfügung standen. Derweil gelang es den Belagerten dennoch, im Schutze der Dunkelheit Frauen, Kinder und Schätze, je nachdem, wie es die Situation verlangte, von einer Festung zu einer anderen hinüberzubringen; manchmal gingen sogar Soldaten von einer Region zu einer anderen hinüber, um dadurch ihre Verteidigung effektiver zu gestalten.
Während der Belagerung gab es einige Auseinandersetzungen, denen Zweikämpfe vorausgingen; unter den Juden gab es Spione und Verräter, die, um ihre eigene Haut zu retten, den Muslimen nützliche Informationen gaben, insbesondere über den Gebrauch bestimmter Kriegsgeräte, die die Muslime damals zu benutzen lernten.
Eine Gefangene aus einer der Festungen, Safiyya, die Frau eines der jüdischen Oberhäupter Chaibars, wurde von Mohammed als Teil der Beute geheiratet. Mohammed scheint versucht zu haben, die Juden Chaibars dadurch zu beschwichtigen, dass er mit dieser Ehe eine politische Bindung mit ihnen einging. Ihr Mann wurde getötet, weil er sich weigerte, den Ort des Schatzes der Banu Nadir preiszugeben.
Als sich die Verteidiger in einer der Festungen hartnäckig wehrten, übernahm in der Hoffnung, ihre Verteidigung zu durchbrechen, zuerst Abu Bakr und daraufhin Umar die Führung bei den Angriffen. Als diese allerdings scheiterten, erwählte Mohammed Ali als Anführer eines dieser Angriffe, welchem es (der Überlieferung zufolge mit übermenschlicher Kraft) gelang, die Festung einzunehmen.
Nach etwa sechs Wochen des Kampfes wurde auf Bitte der Juden Chaibars ein Vertrag zwischen ihnen und Mohammed geschlossen. Nachdem sie den darin festgelegten Forderungen zugestimmt hatten, kapitulierten sie. Es wurde festgelegt, dass sie, solange sie die Hälfte ihrer Erträge den Muslimen, die sich an der Schlacht beteiligt hatten, geben würden, weiterhin in ihrem ursprünglichen Siedlungsgebiet verbleiben und dieses kultivieren könnten. Dieser Vertrag wurde zum Präzedenzfall bei späteren rechtlichen Diskussionen über die Behandlung der unterworfenen Bevölkerungen. (siehe auch: Dhimma) Chaibar war nun das erste von der islamischen Gemeinschaft eroberte und unter ihre Herrschaft gebrachte Gebiet.

## Folgen
Die Eroberung der Oase erweiterte den politischen Einfluss Mohammeds, da nun mehrere, ihm zuvor feindlich gesinnte Stämme zum Islam konvertierten und die Vorherrschaft Medinas anerkannten. Eine weitere Folge der Eroberung Chaibars waren die wirtschaftlichen Vorteile für die Muslime: Zum einen konnte Mohammed sich von nun an auf gesicherte Einkünfte verlassen, zum anderen konnten sich die Muslime über die Verbesserung ihrer prekären finanziellen Situation freuen.

## Aktuelle Relevanz
Die Ereignisse des Feldzugs werden in der Gegenwart in islamistischen Kreisen oft als Slogan aktualisiert:
So nennt die Hisbollah eine iranische Importrakete, mit der sie Israel wiederholt angriff, Khaibar-1, und einer der Attentäter von Bali, Amrozi bin Nurhasyim, betrat den Gerichtssaal mit dem Ruf:
Chaibar, Chaibar, ya yahud, dschaisch Mohammed saya'ud / خيبر خيبر يا يهود جيش محمد سيعود / Ḫaibar Ḫaibar yā yahūd ǧaiš Muḥammad sa-yaʿūd
Zu Deutsch: „Chaibar, Chaibar, oh ihr Juden! Mohammeds Heer kommt bald wieder!“

Derselbe Spruch ist immer wieder auch auf Demonstrationen in Deutschland und in Österreich zu hören. Dies geschah etwa bei Protesten gegen das israelische Vorgehen im Gazastreifen im Sommer 2014 sowie während des Israel-Gaza-Konflikts 2021, nach der US-amerikanischen Anerkennung von Jerusalem als Hauptstadt Israels im Herbst 2017 und auf Libanon-Solidaritätsdemos wie in Hannover im Oktober 2024.